# Brad Evans (cyclisme)
Pour les articles homonymes, voir Brad Evans et Evans.
Brad Evans, né le 8 mai 1992 à Dunedin, est un coureur cycliste néo-zélandais.

## Palmarès sur route

### Par années
- 2009
  -  Champion d'Océanie sur route juniors[n 2]
- 2012
  - 6e étape des Benchmark Homes Series
- 2013
  - 1re étape des Benchmark Homes Series
- 2014
  - Gore to Invercargill Classic
  - Prologue, 3e et 5e étapes du Tour de Lakes
  - 7e étape du Tour de Southland
  - 2e du Tour de Lakes
  - 2e des Benchmark Homes Series
- 2015
  - 3e et 4e étapes du Tour de Toowoomba
  - 4e étape du Tour of the Great South Coast
  - 5e étape des Calder Stewart Series
  - Tour de Tasmanie :
    - Classement général
    - 2e étape

  - Tour de Southland :
    - Classement général
    - 2e étape

  - 3e du Tour de Toowoomba
- 2016
  - 2e étape de la New Zealand Cycle Classic
  - 7e étape du Tour de Corée
- 2017
  - 1re étape des Calder Stewart Series
  - Le Race
  - Classement général du Tour of the Great South Coast
  - Timary Two Days Tour :
    - Classement général
    - 2e et 3e (contre-la-montre) étapes

  - Prologue (contre-la-montre par équipes) et 5e étape du Tour de Southland
- 2018
  - 3e de Le Race

### Classements mondiaux
| Année            | 2015 | 2016 | 2017 |
| ---------------- | ---- | ---- | ---- |
| UCI Asia Tour    | 358e | 310e | 532e |
| UCI Oceania Tour |      | 39e  | 28e  |

## Palmarès sur piste

### Championnats nationaux
- 2014
  -  Champion de Nouvelle-Zélande du scratch
- 2018
  -  Champion de Nouvelle-Zélande de course aux points
  -  Champion de Nouvelle-Zélande de l'américaine
  -  Champion de Nouvelle-Zélande du scratch
  - 3e du championnat de Nouvelle-Zélande de poursuite